# Tomáš Procházka (voják)
Tomáš Procházka (19. prosince 1976 Prachatice – 22. října 2018) byl český voják-kynolog, který zahynul na zahraniční vojenské misi v Afghánistánu.

## Život

### Mládí
Tomáš Procházka se narodil v Prachaticích, kde vyrůstal se svými dvěma bratry. Na začátku 90. let vystudoval střední odbornou školu v oboru strojní mechanik.

### Kariéra
Několik let pracoval jako strojní zámečník-svářeč, ale v roce 2002 se stal vojákem z povolání a pracoval jako řidič. V roce 2003 se zúčastnil své první zahraniční mise při 7. polní nemocnici v Iráku. V letech 2004–2008 sloužil jako starší instruktor-specialista na Veterinární základně Ředitelství logistické a zdravotnické podpory Velitelství sil podpory a výcviku. Na další misi, tentokrát do Kosova na zahraniční operaci KFOR v rámci 12. kontingentu AČR, vyjel už jako starší psovod na začátku roku 2008, a po návratu do ČR navázal na předchozí působení na Veterinární základně v Brandýse nad Labem-Staré Boleslavi v Jaselských kasárnách. V polovině roku 2009 znovu odjel na zahraniční mírovou operaci KFOR do Kosova, kde pracoval jako starší řidič družstva psovodů mechanizované roty. Když se v roce 2010 vrátil, dále fungoval na Veterinární základně jako psovod-specialista, a od prosince 2010 do dubna 2011 byl součástí ochrany technických prostor ZS Hostašovice u Základny munice v Týništi nad Orlicí. Od října 2013 pak sloužil v centru vojenské kynologie Chotyně, kde se zabýval výcvikem. Během své kariéry vycvičil pro armádu několik desítek psů. 1. července 2017 byl povýšen do hodnosti rotný.
V srpnu 2018 odjel do Afghánistánu na zahraniční misi, která působila v místě ozbrojeného konfliktu na základně Šindánd v provincii Herát, kde měl s sebou své dva psy. Po několika měsících služby zahynul přímo na základně na následky střelného zranění po útoku vojáka v afghánské uniformě.
Oba jeho psi, Doky a Bred, byli bezprostředně po tragické události převezeni zpět do České republiky spolu s ostatky padlého vojáka, kde se jich ujali jiní psovodi.
Tomáš Procházka byl pohřben se všemi vojenskými poctami na hřbitově sv. Petra a Pavla v Prachaticích dne 7. listopadu 2018. Ministrem obrany Lubomírem Metnarem byl povýšen in memoriam do hodnosti štábního praporčíka a byl vyznamenán Křížem obrany státu ministra obrany. In memoriam byl také vyznamenán medailí Za hrdinství (za hrdinství v boji) dne 28. října 2019, kterou od prezidenta republiky převzal jeho otec. Američané jeho zásluhy ocenili Bronzovou hvězdou.
Jeho jméno nese od roku 2019 soutěž pořádaná Celní správou České republiky a Centrem vojenské kynologie Chotyně (O pohár št. prap. Tomáše Procházky) v rámci celoarmádního přeboru o nejlepšího psovoda a psa resortu obrany.

### Osobní život
Se svou rodinou žil v Hrádku nad Nisou. Soukromě Procházka choval belgické ovčáky a se svými psy se úspěšně účastnil národních soutěží ve sportu mondioring, v němž psi musí prokázat své kvality ve skocích, poslušnosti i obraně.